# Montoku
Cesarz Montoku (jap. 文徳天皇 Montoku tennō; 827-858) – 55. cesarz Japonii, według tradycyjnego porządku dziedziczenia.
Montoku panował w latach 850-858.
Mauzoleum cesarza Montoku znajduje się w prefekturze Kioto. Nazywa się ono Tamura no misasagi.